# Comité Nobel norvégien

Le Comité Nobel norvégien (norvégien Den norske Nobelkomite) attribue le prix Nobel de la paix chaque année.
Ses cinq membres sont nommés par le parlement norvégien, représentant de façon proche la composition politique de cette institution.

## Histoire
Alfred Nobel mourut en décembre 1896, et en janvier 1897 le contenu de son testament fut révélé. Celui-ci fut écrit au début de l'année 1865. Il y est déclaré qu'un prix Nobel de la paix devrait être décerné à « une personne qui aura accompli le plus grand et le meilleur travail pour la fraternité entre nations, pour l'abolition ou la réduction des forces armées et pour la tenue et la promotion de congrès pour la paix » et qu'une part de l'héritage de Nobel lui serait donnée. La fondation Nobel est chargée de la gestion de ces actifs. Les autres prix Nobel sont décernés par des institutions suédoises : l'Académie suédoise, l'Académie royale des sciences de Suède et l'Institut Karolinska qui existaient déjà du temps de Nobel, alors que la responsabilité du prix de la Paix fut donnée au Storting, le parlement norvégien, ou particulièrement un « comité de cinq personnes élues par celui-ci ». De ce fait une nouvelle institution dut être créée : le Comité Nobel norvégien.
Le juriste Fredrik Heffermehl a noté qu'on ne pouvait pas nécessairement attendre d'un corps législatif qu'il effectue une tâche judiciaire comme la gestion d'un testament légal. La tâche du Parlement est de créer et modifier les lois, alors qu'un testament ne peut être changé, à moins que les prémices de celui-ci soient obsolètes. Toutefois cette question n'a pas été débattue en profondeur, par crainte que les dons soient perdus dans des batailles juridiques si le comité n'était pas créé rapidement. Le 16 avril 1897 le Parlement norvégien accepta donc cette attribution et le 5 août de la même année il formalisa le processus d'élection et de temps de service des membres du comité. Le premier prix Nobel de la paix fut décerné en 1901 à Henry Dunant fondateurs de la Croix-Rouge et Frédéric Passy, fondateur de la «Société française des amis de la paix» (devenue en 1889 la Société d'arbitrage entre les nations). Au départ le comité était composé de députés en exercice et les débats annuels étaient discutés au sein même des sessions parlementaires. Ces liens étroits avec le corps législatif furent plus tard amoindris pour permettre au comité de devenir plus indépendant du pouvoir politique. En conséquence le nom fut modifié en Comité Nobel du Parlement norvégien en 1901, avant de redevenir le Comité Nobel norvégien en 1977. Aujourd'hui, les parlementaires en activité ne peuvent plus siéger au comité, à moins qu'ils n'aient explicitement déclaré avoir pour intention de démissionner de leur poste sous peu.
Néanmoins, le comité est toujours composé de nombreux politiciens. En 1903 la proposition d'élire un expert en droit, Ebbe Hertzberg, fut rejetée. À la fin de l'année 1948, le système électoral fut modifié pour rendre la représentation au comité proportionnelle à celle du parlement vis-à-vis des partis politiques norvégiens. Le Parti du travail, qui contrôlait alors une majorité simple des sièges, orchestra cette modification. Cette pratique s'est imposée, même si elle a été fortement critiquée. Il fut également proposé d'élire au comité des membres d'autres nationalités, mais cela n'est jamais arrivé.
Le Comité Nobel norvégien est assisté de l'Institut Nobel norvégien, créé en 1904. Ce dernier lui fournirait au moins une centaine de demandes chaque année en février parmi lesquels le comité désigne vingt candidats. Le directeur de l'Institut Nobel travaille également comme secrétaire du Comité Nobel norvégien, poste détenu de 1990 à 2014 par Geir Lundestad ; il est aujourd'hui détenu par Olav Njølstad. Thorbjørn Jagland a été à la tête du comité de 2009 à 2015,, et a été remplacé en 2015 par Kaci Kullmann Five. À la suite du décès de Kaci Kullmann Five, Berit Reiss-Andersen devient présidente du Comité en 2017.

## Présidents et secrétaires du comité
| Liste de présidents - 1900–1901 : Bernhard Getz - 1901–1922 : Jørgen Løvland - 1922–1922 : Hans Jacob Horst - 1922–1941 : Fredrik Stang - 1941–1943 : Gunnar Jahn - 1944–1945 : - 1945–1945 : Carl Joachim Hambro - 1945–1966 : Gunnar Jahn - 1967–1967 : Nils Langhelle - 1967–1967 : Bernt Ingvaldsen - 1968–1978 : Aase Lionæs - 1979–1981 : John Sanness - 1982–1989 : Egil Aarvik - 1990–1990 : Gidske Anderson - 1991–1999 : Francis Sejersted - 2000–2002 : Gunnar Berge - 2003–2008 : Ole Danbolt Mjøs - 2009–2015 : Thorbjørn Jagland - 2015-2017 : Kaci Kullmann Five - 2017-2024 : Berit Reiss-Andersen - 2024-présent : Jørgen Watne Frydnes (en) | Liste de secrétaires - 1901–1909 : Christian Lous Lange - 1910–1945 : Ragnvald Moe - 1946–1973 : August Schou - 1974–1977 : Tim Greve - 1978–1989 : Jakob Sverdrup - 1990–2014 : Geir Lundestad - 2015–présent : Olav Njølstad (en) |

## Membres
Les membres actuels du Comité Nobel sont :
- Berit Reiss-Andersen (née en 1954), présidente du Comité. Membre du Comité pour la période 2012-2017, réélue pour la période 2018-2023.
- Henrik Syse (né en 1966), vice-président du Comité. Membre du Comité pour la période 2015-2020.
- Thorbjørn Jagland (né en 1950), membre du Comité depuis 2009, réélu pour la période 2015-2020.
- Anne Enger (née en 1949), élue pour la période 2018-2020.
- Asle Toje (née en 1975), élu pour la période 2018-2023[15].